# Wieczny Batman
Wieczny Batman (ang. Batman Eternal) – amerykańska seria komiksowa o Batmanie, wydawana w oryginale przez DC Comics jako tygodnik od kwietnia 2014 do kwietnia 2015 roku. Łącznie ukazały się 52 numery, zebrane następnie w trzech tomach zbiorczych, i w tej formie seria ukazała się po polsku nakładem wydawnictwa Egmont Polska w 2016 roku.
Cykl Wieczny Batman kontynuowany był w ramach 26-zeszytowej serii Wieczni Batman i Robin (ang. Batman and Robin Eternal), ukazującej się od października 2015 do marca 2016 roku (po polsku od 2017 roku w tomach zbiorczych).

## Autorzy
- Scenarzyści: Scott Snyder, James Tynion IV, John Layman, Kyle Higgins, Ray Fawkes, Tim Seeley

- Rysownicy: Jason Fabok, Dustin Nguyen, Derek Fridolfs Andy Clark, Trevor McCarthy, Emanuel Simeoni, Guillem March, Riccardo Burchiell, Ian Bertram, Mikel Janin, Guillermo Ortego, Jorge Lucas, R. M. Guéra, Alvaro Martinez, Raul Fernandez, Javier Garron, Meghan Hetrick, Simon Coleby, Fernando Pasarin, Matt Ryan, Fernando Blanco, Andrea Mutti, Ramon Perez, Juan José Ryp, Joe Quinones, David Lafuente, Aco, Javi Fernandez,  Alessandro Vitti, Juan Ferreyra, Paulo Siqueira

## Fabuła
W Gotham City toczy się wojna gangów. Do walki przeciwko nim staje Batman ze swoimi sojusznikami. Wydarzenia te są początkiem zmian w życiu Mrocznego Rycerza i jego miasta: w ich efekcie komisarz James Gordon zostaje zdegradowany, Bruce Wayne bankrutuje, a z Azylu Arkham uciekają najgroźniejsi złoczyńcy.

## Tomy zbiorcze
| Tytuł polski i rok wydania  | Tytuł oryginalny i rok wydania | Zawartość tomu zbiorczego                |
| --------------------------- | ------------------------------ | ---------------------------------------- |
| Wieczny Batman Tom 1 (2016) | Batman Eternal Vol. 1 (2014)   | Batman Eternal #1–21                     |
| Wieczny Batman Tom 2 (2016) | Batman Eternal Vol. 2 (2015)   | Batman Eternal #22–34                    |
| Wieczny Batman Tom 3 (2016) | Batman Eternal Vol. 3 (2015)   | Batman Eternal #35–52, Batman Vol. 2 #28 |